# Agalma
Agalma is een geslacht van neteldieren uit de  familie van de Agalmatidae.

## Soorten
- Agalma clausi Bedot, 1888
- Agalma elegans (Sars, 1846)
- Agalma okenii Eschscholtz, 1825